# Бернардо, Мигель
Миге́ль А́нхель Берна́рдо Дуа́то (род. 12 декабря 1996, Валенсия, Испания) — испанский актер и модель. Широкую известность получил после выхода в свет сериала «Элита», в котором он сыграл одну из главных ролей.

## Биография
Мигель Бернардо родился в Валенсии (Испания), в семье продюсера Мигеля Анхеля Бернардо и актрисы Аны Дуато. Его дядя по материнской линии — испанский хореограф и танцовщик Начо Дуато. Он изучал драматическое искусство в Соединенных Штатах, в колледже Санта-Моники и актёрское мастерство в Американской академии драматических искусств в Лос-Анджелесе. С ноября 2018 года встречается с испанской певицей и исполнительницей Айтаной. Летом 2019 года, через Instagram, эта информация была подтверждена.

## Карьера
Мигель с детства мечтал стать актёром, так как родился в семье актрисы и продюсера. Его первые съемки состоялись в 2016 году в сериале «Расскажи мне», однако эта работа не принесла ему широкой известности.
В следующем году фильмографию Мигеля пополнил образ из полнометражной картины «Для вашего блага».
Следующую более значимую роль он получил в фильме «Волна преступлений» в 2018 году. Его дебютной работой, принесшей ему популярность и широкую известность стали съемки в сериале «Элита», продюсируемого площадкой Netflix, в роли Гузмана Нуньера. После этой роли он стал узнаваем и стал получать различные предложения о съемках от разных режиссёров и продюсеров.
В настоящее время актёр продолжает сотрудничество с творческой группой создателей «Элиты», после того, как киностудия Netflix продлила сериал на 4 сезон.
В 2019 году заключил краткосрочные рекламные контракты с Audi и Giorgio Armani. С ноября 2019 года активно сотрудничает с брендом Boss, рекламируя линию парфюма.
Весной 2020 года был презентован сериал «Харон» с участием актёра.

## Фильмография
| Год       | Русское название   | Оригинальное название | Роль                     |
| --------- | ------------------ | --------------------- | ------------------------ |
| 2016      | Расскажи мне       | Cuentame              |                          |
| 2017      | Для вашего блага   | Es por tu bien        |                          |
| 2018      | Волна преступлений | Ola de crimenes       | Julen                    |
| 2018      | Ищейки             | Sabuesos              | Isaac                    |
| 2018—2021 | Элита              | Elite                 | Guzmán Nunier            |
| 2020      | Харон              | Caronte               | Javier Saez              |
| 2021      | Плайя Негра        | Playa Negra           | Hugo                     |
| 2022      | 1899               | 1899                  | Ángel                    |
| 2022      | Последний          | The Last One          | Диего                    |
| 2024      | Зорро              | Zorro                 | Диего де ла Вега / Зорро |